# Gero Fischer (Slawist)
Gero Fischer (* 24. Dezember 1944 in Lambach, Oberösterreich) ist ein österreichischer Slawist.

## Leben
Gero Fischer studierte Slawistik, Wirtschafts- und Sozialgeschichte in Wien, Prag und Skopje und schloss sein Studium aus Slawistik 1968 an der Universität Wien ab. Im Rahmen eines postgradualen Studiums in Prag studierte er daraufhin mathematische Linguistik sowie orientalische Sprachen. Ab 1970 war er Assistent am Institut für Slawistik der Universität Wien.
1975 habilitierte er sich in mathematischer Linguistik und 1977 in slawischer Sprachwissenschaft. Fischer lehrt an der Universität Wien und war ab 2004 Studienprogrammleiter für die Fächer Fennistik, Hungarologie, Skandinavistik und Slawistik.
1999 gründete Fischer die Galerie auf der Pawlatsche, wo seither vielfältig Ausstellungen stattfinden. Mehrfach nahm er kritisch zu den Auswirkungen des so genannten Bologna-Prozesses an den Universitäten Stellung, u. a. auch deshalb, weil davon die Slawistik als Studienfach seiner Meinung nach äußerst negativ betroffen ist.

## Schwerpunkte
Seine Schwerpunkte sind Bohemistik, Soziolinguistik, Sprachpolitik, Sprachdidaktik, daneben  Migranten, Minderheiten, Sprachdidaktik, thailändische Grammatik, Sprache und Kybernetik, Mathematische Linguistik, sowie Neue Medien, Wirtschafts- und Sozialgeschichte, Dokumentarfotografie.

## Veröffentlichungen (Auswahl)
- Studien zur thailändischen Sprache. Hamburg 1977.
- Das Slowenische in Kärnten, Kattnig Verlag, Klagenfurt/Celovec 1980.
- Geordnete Welten. Neues Lernen mit dem Computer? Wien 1989.
- Einführung in die thailändische Schrift. Hamburg 1993 (= 3. vollst. überarb. Aufl.).
- mit Maria Wölflingseder (Hrsg.): Biologismus-Rassismus-Nationalismus. Wien 1995.
- "United We Stand – Divided We Fall". Der britische Bergarbeiterstreik 1984/5. Frankfurt/M., 1999.